# IRAS 12063-6259
IRAS 12063-6259 — компактная область H II, расположенная в созвездии Южный Крест на расстоянии приблизительно 30985 световых лет от нас. Первоначально объект был определён как планетарная туманность (отсюда и дополнительные обозначения He 2-77, PK 298-00.1), однако более тщательные исследования показали, что это сравнительно яркий источник ионизированного водорода. С помощью австралийского радиотелескопа ATCA в центре области удалось обнаружить компактный объект, состоящий из двух компонентов (Radio A и Radio B), излучающих на частоте 4,8 ГГц и 8,6 ГГц соответственно. В свою очередь, компонент Radio B состоит из двух частей B1 и B2. Вся эта структура указывает на присутствие ионизирующих звёзд, объединённых в кратную систему.

## Изображения
Гал.долгота 298.1830° 

Гал.широта -0.7866° 

Расстояние 30 985 св. лет